# Teucholabis dilatipes
Teucholabis dilatipes är en tvåvingeart som beskrevs av Alexander 1979. Teucholabis dilatipes ingår i släktet Teucholabis och familjen småharkrankar.
Artens utbredningsområde är Bolivia. Inga underarter finns listade i Catalogue of Life.